# Progressive supranukleäre Blickparese

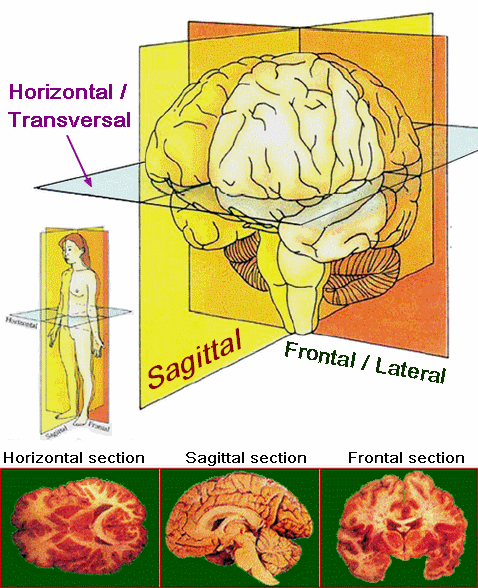
Gehirnschnitte bei einem Patienten mit PSP

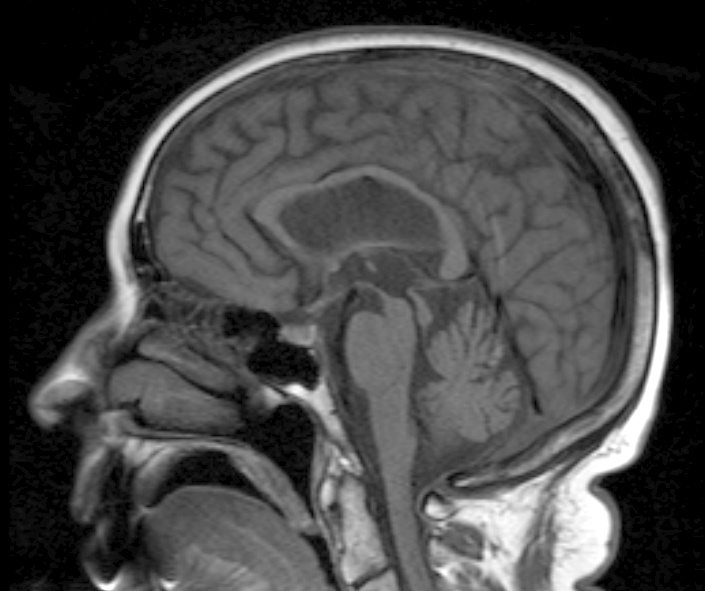
Dieser Patient wurde mit fortschreitender Demenz, Ataxie und Inkontinenz vorgestellt. Die klinische Verdachtsdiagnose eines Normaldruck-Hydrocephalus ließ sich in der Bildgebung nicht bestätigen. Bei der Augenuntersuchung wurden Nystagmus und abnorme Augenbewegungen festgestellt. Eine Kernspintomographie zeigt T1-gewichtet eine Atrophie des Mittelhirns, mit Erhaltung des Volumens der Kleinhirnstiele, eine Atrophie der Mittelhirnhaube, vor allem der Colliculi superiores. Diese Ergebnisse deuten auf eine progressive supranukleäre Blickparese hin.

Die progressive supranukleäre Blickparese (progressive supranuclear palsy, PSP; auch progressive supranukleäre Paralyse, Steele-Richardson-Olszewski-Syndrom) ist eine degenerative Erkrankung des Gehirns, speziell der Basalganglien. Die Basalganglien sind Bereiche im Gehirn, die eine wichtige Rolle bei der Steuerung automatischer Bewegungen spielen. Ihre Schädigung kann zu Problemen beim Bewegen und beim Halten des Gleichgewichtes, bei der Augensteuerung, der Schlucksteuerung und der Sprechsteuerung führen.
PSP ist verwandt mit der Parkinsonschen Krankheit, die Krankheiten ähneln sich in vielen Symptomen. Nicht selten wird die geringer verbreitete PSP für eine Parkinson-Erkrankung gehalten.
PSP wird mit anderen Parkinson-ähnlichen Erkrankungen unter dem Begriff atypische Parkinson-Syndrome oder Parkinson-plus zusammengefasst.

## Geschichte
Die progressive supranukleäre Blickparese (PSP) wurde erstmals 1964 von John Steele, Clifford Richardson und Jerzy Olszewski beschrieben. Der Neurologe Richardson war von einem Freund konsultiert worden, der über Unbeholfenheit, Sehprobleme und leichte Vergesslichkeit klagte. Richardson beobachtete den Verlauf der Erkrankung und entdeckte ähnliche Symptome auch bei anderen Patienten. Olszewski und Steele, ebenfalls Mediziner, hatten die Läsionen, die sie in den Gehirnen verstorbener Patienten mit vergleichbarer Symptomatik entdeckten, untersucht.

## Verbreitung
Die PSP ist eine seltene Krankheit. Trotzdem ist sie nach dem essentiellen Tremor und der Parkinson-Krankheit die dritthäufigste Bewegungsstörung. Es wird geschätzt, dass sechs bis sieben von 100.000 Menschen im Laufe ihres Lebens an PSP erkranken (zum Vergleich Parkinson-Krankheit: 100 bis 200 von 100.000), wobei Frauen weniger häufig betroffen sind als Männer.

## Symptome
Die Symptome der PSP können sehr verschieden sein, sie treten in variierender Reihenfolge auf und verstärken sich zunehmend (progredienter Verlauf) – Symptome können aber auch ganz ausbleiben.
Auf eine PSP weisen hin:
- zunehmende Schwierigkeiten beim Bewegen der Augen, verlangsamte Sakkaden, vertikale Blickparese nach oben, Blick meist gesenkt oder Kopf in den Nacken gelegt, Diplopie, Verschwommensehen, welches nicht sicher objektivierbar ist
- Fallneigung nach hinten und Gangunsicherheit
- Sprechprobleme: zunehmend schlechter verständlich, leise
- subkortikale Demenz[1][2]

Typischerweise findet der Beginn der Erkrankung in der zweiten Lebenshälfte statt. Im Gegensatz zum verwandten Morbus Parkinson wird das dort übliche Zittern oder Schütteln von Armen und Beinen (Tremor) bei PSP selten beobachtet.

## Ursachen
Die Ursachen waren Steele, Richardson und Olszewski im Jahre 1964 unbekannt. Auch heute weiß man wenig über die Ursachen der PSP. 
Es sind drei Gendefekte bekannt, einer im für das Tau-Protein codierenden Gen, die PSP auslösen können.

PSP ist eine Tauopathie, eine Erkrankung, bei der das Protein Tau verklumpt, anstatt das Zellgerüst zu stabilisieren. 
Betroffene Nervenzellen sterben ab. Krankhafte Zellen werden an sich repariert oder abgebaut. Das Protein PERK (Protein Kinase RNA-like Endoplasmic Reticulum Kinase) als Teil dieses Wartungssystems ist bei PSP fehlerhaft. 
Es reagiert – mit der Proteinkinase Ire1 (Inositol-requiring Enzyme 1) und dem Transkriptionsfaktor ATF6 (Activating Transcription Factor 6) – auf eine Protein-Fehlfaltung in Form einer Unfolded Protein Response.

PSP-Symptome gehen zurück, wenn man PERK mit Pharmaka aktiviert, also die Wirkung von PERK verstärkt. 
PERK hilft, fehlerhafte Tau-Moleküle zu beseitigen. Diese treten auch bei anderen Hirnerkrankungen auf.
Was die anderen Fälle angeht, wird vermutet, dass bei einer genetischen Veranlagung eine giftige Substanz (Neurotoxin) mitunter PSP auslösen kann, da PSP-ähnliche Erkrankungen auf den Inseln Guam (hier Lytico-Bodig) und Guadeloupe gehäuft auftraten. Als Auslöser der Krankheit vermutet man auf beiden Inseln vorkommende Substanzen. Alternative Hypothesen gehen z. B. von einer Infektion mit bislang unbekannten Viren aus.

## Behandlung und Verlauf
Die PSP ist bislang nicht heilbar. Die für Parkinson typische symptomatische Behandlung mit L-Dopa, die dort Symptome lindert, wirkt bei PSP nur kurz oder gar nicht. Bislang ist für kein zugelassenes Medikament ein eindeutig positiver Effekt auf den Verlauf oder die Symptome der PSP belegt.

Daher sind Physiotherapie (Gleichgewichtstraining, Gangschule), Ergotherapie (Feinmotorikschulung, Einsatz von Hilfsmitteln...) und Sprachtherapie bei der Behandlung der PSP wichtig.
Die mittlere Überlebenszeit nach Symptombeginn beträgt 5,6 (2–16,6) Jahre. Ungünstige prognostische Faktoren sind: höheres Alter bei Krankheitsbeginn, Beginn der Stürze im ersten Jahr, frühe Dysphagie. Schluckstörungsbedingte Lungenentzündungen (Aspirationspneumonien), Stürze und Infektionen zählen zu den häufigsten Todesursachen.